# Honeyania monotona
Honeyania monotona is een vlinder van de familie van de spinneruilen (Erebidae). De wetenschappelijke naam van deze soort is voor het eerst voorgesteld als Eublemma monotona door Ferdinand Le Cerf in een publicatie uit 1911.
De soort komt voor in Ethiopië, Congo-Kinshasa, Kenia en Angola.